# Dawid Flamm
Dawid Flamm (ur. 1793 w Kaliszu, zm. 12 listopada 1866 w Hamburgu), sławny ginekolog XIX wieku.
Flamm, potomek zamożnej żydowskiej rodziny z Kalisza, studiował medycynę na uniwersytetach w Berlinie i we Wrocławiu, gdzie uzyskał doktorat w 1818. Po zakończeniu studiów powrócił do rodzinnego Kalisza i prowadził tam praktykę lekarską do 1833. Po przeniesieniu się do Warszawy otworzył tam praktykę ginekologiczną. Flamm był pierwszym lekarzem w Królestwie Polskim, który spowodował poród poprzez cesarskie cięcie. Był niesłychanie popularny wśród biedniejszej ludności stolicy, gdyż leczył ubogich za darmo. Przez wiele lat był aktywnym członkiem Towarzystwa Lekarskiego Warszawskiego (w 1863 nadano mu członkostwo honorowe) i pozostawił mu w spadku swój bogaty księgozbiór. Ogłosił kilka publikacji w „Pamiętniku Towarzystwa Lekarskiego Warszawskiego” oraz w czasopismach niemieckich.
W roku 1845 Flamm i jego żona Zofia z domu Josephij przeszli na wiarę luterańską, w 1862 przenieśli się do Hamburga, gdzie Dawid otworzył praktykę ginekologiczną, i jak w Warszawie leczył ubogich za darmo. Flammowie byli blisko zaprzyjaźnieni z rodzicami Fryderyka Chopina, w ich czasach kaliskich Fryderyk zawsze ich odwiedzał w drodze do uzdrowisk śląskich czy do Antonina do księcia Antoniego Radziwiłła.
Jedyny syn Flammów Filip (1828, Kalisz - 1895, Warszawa) był wybitnym prawnikiem, świetnym znawcą prawa cywilnego i handlowego. W roku 1842, trzy lata przed rodzicami, przyjął wyznanie ewangelicko-augsburskie. Od roku 1850, po ukończeniu studiów we Wrocławiu, działał jako adwokat w Warszawie. W roku 1872 został mianowany głównym obrońcą przy Sądzie Senackim w Warszawie. 
Zofia i Filip Flammowie pochowani są na Cmentarzu Ewangelicko-Augsburskim w Warszawie (aleja 54 nr 9). Grób jest dziś opuszczony i pozbawiony tablic z napisami.